# Wilcoxon-Mann-Whitney-Test
Der Wilcoxon-Mann-Whitney-Test (auch: Mann-Whitney-U-Test, U-Test, Wilcoxon-Rangsummentest) ist die zusammenfassende Bezeichnung für zwei äquivalente nichtparametrische statistische Tests für Rangdaten (ordinalskalierte Daten). Sie testen, ob es bei Betrachtung zweier Populationen gleich wahrscheinlich ist, dass ein zufällig aus der einen Population ausgewählter Wert größer oder kleiner ist als ein zufällig ausgewählter Wert aus der anderen Population. Bei Verwerfung dieser Hypothese ist anzunehmen, dass die Werte aus der einen Population dazu tendieren, größer bzw. kleiner zu sein als die aus der anderen Population. Der Mann-Whitney-U-Test bzw. Wilcoxon-Rangsummentest ist – anders als der Median-Test – nicht von vornherein ein  Test zur Gleichheit zweier Mediane. Dies ist nur unter der Voraussetzung der Fall, dass die Verteilungsform und Streuung der abhängigen Variable in beiden Gruppen gleich ist.
Die Tests wurden von Henry Mann und Donald Whitney (U-Test, 1947) bzw. Frank Wilcoxon (Wilcoxon-Rangsummentest, 1945) entwickelt. Die zentrale Idee des Tests wurde bereits 1914 von dem deutschen Pädagogen Gustaf Deuchler entwickelt.
Praktisch findet der Wilcoxon-Rangsummentest bzw. der U-Test als Alternative zum t-Test für unabhängige Stichproben Anwendung, wenn dessen Voraussetzungen verletzt sind. Dies ist unter anderem der Fall, wenn die zu testende Variable nur Ordinalskalenniveau aufweist, oder wenn intervallskalierte Variablen in den beiden Populationen nicht (näherungsweise) normalverteilt sind.
Der Wilcoxon-Rangsummentest für zwei unabhängige Stichproben ist nicht zu verwechseln mit dem Wilcoxon-Vorzeichen-Rang-Test, der bei zwei verbundenen (gepaarten) Stichproben Anwendung findet.

## Annahmen
Für den Test zieht man eine Stichprobe {\displaystyle x_{1},\ldots ,x_{n}} vom Umfang {\displaystyle n} aus der 1. Population und unabhängig davon eine Stichprobe {\displaystyle y_{1},\ldots ,y_{m}} vom Umfang {\displaystyle m} aus der 2. Population. Für die zugehörigen unabhängigen Stichprobenvariablen {\displaystyle X_{1},\ldots ,X_{n}} und {\displaystyle Y_{1},\ldots ,Y_{m}} gilt {\displaystyle X_{i}\sim F_{X}} und {\displaystyle Y_{i}\sim F_{Y}}, wobei  {\displaystyle F_{X},F_{Y}} Verteilungsfunktionen sind. Der Wilcoxon-Mann-Whitney-Test ist ein valider Test unter verschiedenen Annahmen und Hypothesen. Eine sehr allgemeine Formulierung ist wie folgt.
1. Die untersuchte Variable ist mindestens ordinal.
2. Die Nullhypothese ist: Es ist gleich wahrscheinlich, dass ein zufällig aus der einen Population ausgewählter Wert größer oder kleiner ist als ein zufällig ausgewählter Wert aus der anderen Population (notiert als {\displaystyle H_{0}:P(X>Y)=P(X<Y)} oder  {\displaystyle H_{0}:P(X<Y)+0.5P(X=Y)=0.5})
3. Die Alternativhypothese ist: Es ist nicht gleich wahrscheinlich, dass ein zufällig aus der einen Population ausgewählter Wert größer oder kleiner ist als ein zufällig ausgewählter Wert aus der anderen Population (notiert als {\displaystyle H_{1}:P(X>Y)\neq P(X<Y)} oder {\displaystyle H_{1}:P(X<Y)+0.5P(X=Y)\neq 0.5})
4. Wenn die Nullhypothese wahr ist, dann sind die beiden Verteilungen gleich:  {\displaystyle F_{X}=F_{Y}}.

Unter diesen Annahmen ist der Test exakt und konsistent.
Verschiedene andere Perspektiven auf den Wilcoxon-Mann-Whitney-Test sind Spezialfälle dieser allgemeinen Formulierung unter stärkeren Annahmen.
1. Unter der Annahme, dass  {\displaystyle F_{X}} bzw. {\displaystyle F_{Y}}, stetig sind und sich nur um eine Verschiebung {\displaystyle a} voneinander unterscheiden, das heißt: {\displaystyle F_{Y}(x)=F_{X}(x-a)\,}. Weil die beiden Verteilungsfunktionen bis auf Verschiebung gleich sind, muss insbesondere {\displaystyle \sigma _{X}=\sigma _{Y}} (Varianzhomogenität) gelten. D. h. bei Ablehnung der Varianzhomogenität durch den Bartlett-Test oder Levene-Test unterscheiden sich die beiden Zufallsvariablen X und Y nicht nur durch eine Verschiebung.
  - Nullhypothese: Verschiebung ist 0, {\displaystyle H_{0}:a=0}, oder Gleichheit der Mediane der zwei Populationen, {\displaystyle H_{0}:{\tilde {X}}={\tilde {Y}}}
  - Alternativhypothese: Verschiebung ist ungleich 0, {\displaystyle H_{A}:a\neq 0}, oder Ungleichheit der Mediane der zwei Populationen {\displaystyle H_{A}:{\tilde {X}}\neq {\tilde {Y}}}.
2. Unter der zusätzlichen Annahme, dass der arithmetische Mittelwert für beide Populationen existiert
  1. Nullhypothese: Gleichheit der Populationsmittelwerte, {\displaystyle H_{0}:{\bar {X}}={\bar {Y}}}
  2. Alternativhypothese: Ungleichheit der Populationsmittelwerte, {\displaystyle H_{1}:{\bar {X}}\neq {\bar {Y}}}

Dies folgt, da unter allen alternativen Perspektiven die Nullhypothese (zusammen mit den Annahmen) Gleichheit der Verteilungen impliziert und die Alternativhypothese genau dann wahr ist wenn {\displaystyle P(X>Y)\neq P(X<Y)}.

## Teststatistik
Es gibt zwei Teststatistiken: die Mann-Whitney-U-Statistik {\displaystyle U} und die Wilcoxon-Rangsummenstatistik {\displaystyle W_{m,n}}. Aufgrund des Zusammenhangs zwischen den Teststatistiken
{\displaystyle W_{m,n}=U+{\frac {m(m+1)}{2}}}
sind der Wilcoxon-Rangsummentest und der Mann-Whitney-U-Test äquivalent.

### Mann-Whitney-U-Statistik
Die Teststatistik ist die Mann-Whitney-U-Statistik:
{\displaystyle U=\sum _{i=1}^{m}\sum _{j=1}^{n}S(x_{i},y_{j})},
worin {\displaystyle S(x,y)=1}, wenn {\displaystyle y<x}, {\displaystyle S(x,y)={\frac {1}{2}}}, wenn {\displaystyle x=y}, und sonst {\displaystyle S(x,y)=0} ist. Abhängig von der Alternativhypothese wird die Nullhypothese abgelehnt für zu kleine oder zu große Werte von {\displaystyle U}. In dieser Form findet er sich bei Mann und Whitney und wird oft als Mann-Whitney-U-Test bezeichnet.

#### Exakte kritische Werte
Die exakte Verteilung von {\displaystyle U} unter der Bedingung der Nullhypothese kann mittels kombinatorischer Überlegungen leicht gefunden werden. Allerdings steigt der Rechenaufwand für große Werte von {\displaystyle m,n} rasch an. Einige exakte kritische Werte liegen tabelliert vor und können für kleine Stichprobenumfänge der Tabelle unten entnommen werden ({\displaystyle \alpha =5\,\%} beim zweiseitigen Test und {\displaystyle \alpha =2,5\,\%} beim einseitigen Test).
Es gibt eine Rekursionsformel, die eine schrittweise und wenig rechenzeitintensive Ermittlung der kritischen Werte für geringe Stichprobengrößen erlaubt.

#### Approximative kritische Werte
Für {\displaystyle m>3}, {\displaystyle n>3} und {\displaystyle m+n>19} kann
{\displaystyle U\approx N\left({\frac {m\,n}{2}};{\frac {n\,m\,(n+m+1)}{12}}\right)}
durch die Normalverteilung approximiert werden. Die kritischen Werte ergeben sich dann aus den kritischen Werten der approximativen Normalverteilung.

### Wilcoxon-Rangsummenstatistik
Die Wilcoxon-Rangsummenstatistik ist
{\displaystyle W_{m,n}=\sum _{i=1}^{m}R(X_{i})}
mit {\displaystyle R(X_{i})} der Rang der i-ten X in der gepoolten, geordneten Stichprobe. In dieser Form trägt der Test häufig die Bezeichnung Wilcoxon-Rangsummentest.

#### Exakte kritische Werte
Die exakte Verteilung von {\displaystyle W_{m,n}} unter der Bedingung der Nullhypothese kann mittels kombinatorischer Überlegungen leicht gefunden werden. Allerdings steigt der Rechenaufwand für große Werte von {\displaystyle m,n} rasch an. Man kann die exakten kritischen Werte {\displaystyle w} zum Signifikanzniveau {\displaystyle \alpha } mittels einer Rekursionsformel berechnen:
{\displaystyle P(W_{m-1,n}=w)=\alpha } (oder {\displaystyle =\alpha /2} oder {\displaystyle =1-\alpha } oder {\displaystyle =1-\alpha /2})
Die Formel entsteht, wenn man konditioniert auf die Bedingung, ob der letzte Wert in der Anordnung ein × (...X) oder ein Y (...Y) ist.
{\displaystyle P(W_{m,n}=w)=P(W_{m,n}=w|...X)P(...X)+P(W_{m,n}=w|...Y)P(...Y)=\,}
{\displaystyle =P(W_{m-1,n}=w-m-n){\frac {m}{m+n}}+P(W_{m,n-1}=w){\frac {n}{m+n}}}

#### Approximative kritische Werte
Für {\displaystyle m>25} oder {\displaystyle n>25} (auch: {\displaystyle m>10} oder {\displaystyle n>10}) kann die Teststatistik
{\displaystyle W_{m,n}\approx N\left({\frac {m\,(n+m+1)}{2}};{\frac {n\,m\,(n+m+1)}{12}}\right)}
durch die Normalverteilung approximiert werden. Die kritischen Werte ergeben sich dann aus den kritischen Werten der approximativen Normalverteilung.

### Einseitige Hypothesen
Der Test kann auch für die einseitigen Hypothesen
{\displaystyle H_{0}:a\leq 0{\text{ vs. }}H_{1}:a>0} bzw.
{\displaystyle H_{0}:a\geq 0{\text{ vs. }}H_{1}:a<0}
formuliert werden.

## Beispiel
Aus den Daten der allgemeinen Bevölkerungsumfrage der Sozialwissenschaften 2006 wurden zufällig 20 Personen gezogen und ihr Nettoeinkommen ermittelt:
| Rang           | 1 | 2   | 3   | 4   | 5   | 6   | 7   | 8   | 9   | 10  | 11   | 12   | 13   | 14   | 15   | 16   | 17   | 18   | 19   | 20   |
| Nettoeinkommen | 0 | 400 | 500 | 550 | 600 | 650 | 750 | 800 | 900 | 950 | 1000 | 1100 | 1200 | 1500 | 1600 | 1800 | 1900 | 2000 | 2200 | 3500 |
| Geschlecht     | M | W   | M   | W   | M   | W   | M   | M   | W   | W   | M    | M    | W    | M    | W    | M    | M    | M    | M    | M    |

Man hat zwei Stichproben vor sich, Stichprobe der Männer mit {\displaystyle 13} Werten und Stichprobe der Frauen mit {\displaystyle 7} Werten. Wir könnten nun prüfen, ob das Einkommen der Männer und Frauen gleich ist (zweiseitiger Test) oder das Einkommen der Frauen geringer (einseitiger Test). Da es unrealistisch ist anzunehmen, dass sich die Einkommen von Männer und Frauen nur um eine Verschiebung {\displaystyle a} voneinander unterscheiden, nehmen wir die allgemeinste Perspektive an. Das heißt, wir testen
| Zweiseitiger Test                                                        | Einseitiger Test                                                     |
| ------------------------------------------------------------------------ | -------------------------------------------------------------------- |
| {\displaystyle H_{0}:P(X>Y)=P(X<Y){\text{ vs. }}H_{1}:P(X>Y)\neq P(X<Y)} | {\displaystyle H_{0}:P(X>Y)=P(X<Y){\text{ vs. }}H_{1}:P(X>Y)>P(X<Y)} |

Wir müssen zudem annehmen,  dass wenn die Nullhypothese gilt die Einkommensverteilungen komplett gleich sind.
Zunächst wird aus beiden Zahlenreihen je eine Prüfgröße {\displaystyle U} gebildet:
{\displaystyle U_{1}=n_{1}\cdot n_{2}+{\frac {n_{1}\cdot (n_{1}+1)}{2}}-R_{1}}
{\displaystyle U_{2}=n_{1}\cdot n_{2}+{\frac {n_{2}\cdot (n_{2}+1)}{2}}-R_{2}}
{\displaystyle n_{1}} und {\displaystyle n_{2}} sind dabei die Anzahlen der Werte pro Stichprobe, {\displaystyle R_{1}} und {\displaystyle R_{2}} sind die jeweiligen Summen aller Rangzahlen pro Stichprobe. (Sind mehrere Werte in beiden Datensätzen identisch, dann muss für ihre Ränge jeweils der Median bzw. das arithmetische Mittel eingetragen werden.) Für die folgenden Tests benötigt man das Minimum von {\displaystyle U_{1}} und {\displaystyle U_{2}}, also {\displaystyle \min(U)=\min(U_{1},U_{2})}.
Für unser Beispiel ergibt sich (Index M = Männer, W = Frauen)
{\displaystyle R_{M}=151} und {\displaystyle U_{M}=31}.
{\displaystyle R_{W}=59} und {\displaystyle U_{W}=60} und
{\displaystyle \min(U)=31}.
Bei korrekter Berechnung muss gelten {\displaystyle R_{1}+R_{2}=(n_{1}+n_{2})(n_{1}+n_{2}+1)/2} bzw. {\displaystyle U_{1}+U_{2}=n_{1}n_{2}}. Die Testgröße {\displaystyle \min(U)} wird nun mit den kritischen Wert(en) verglichen. Das Beispiel ist so gewählt, dass sowohl ein Vergleich mit den exakten kritischen Werten als auch mit den approximativen Werten möglich ist.

### Zweiseitiger Test

#### Exakte kritische Werte
Anhand der untenstehenden Tabelle ergibt sich mit {\displaystyle n_{1}=13} und {\displaystyle n_{2}=7} ein kritischer Wert von {\displaystyle U_{\text{krit}}=20} für ein Signifikanzniveau von {\displaystyle \alpha =5\,\%}. Abgelehnt wird die Nullhypothese, wenn {\displaystyle \min(U)\leq U_{\text{krit}}} ist; dies ist hier aber nicht der Fall.

#### Approximative kritische Werte
Da die Teststatistik {\displaystyle U} approximativ normal verteilt ist, folgt, dass die
{\displaystyle Z={\frac {U-{\frac {n_{1}n_{2}}{2}}}{\sqrt {\frac {n_{1}n_{2}(n_{1}+n_{2}+1)}{12}}}}\approx N(0;1)}
verteilt ist. Für ein Signifikanzniveau von {\displaystyle \alpha =5\,\%} ergibt sich der Nichtablehnungsbereich der Nullhypothese im zweiseitigen Test durch das 2,5%- bzw. 97,5%-Quantil der Standardnormalverteilung {\displaystyle N(0;1)} mit {\displaystyle [-1{,}96;+1{,}96]}. Es ergibt sich jedoch {\displaystyle z={\tfrac {31-45{,}5}{\sqrt {159{,}25}}}\approx -1{,}15}, d. h., der Prüfwert liegt innerhalb des Intervalls und die Nullhypothese kann nicht abgelehnt werden.

### Einseitiger Test

#### Exakte kritische Werte
Anhand der untenstehenden Tabelle ergibt sich mit {\displaystyle n_{1}=13} und {\displaystyle n_{2}=7} ein kritischer Wert von {\displaystyle U_{\text{krit}}=20} für ein Signifikanzniveau von {\displaystyle \alpha =2{,}5\,\%} (anderes Signifikanzniveau als beim zweiseitigen Test!). Abgelehnt wird die Nullhypothese, wenn {\displaystyle U_{M}\leq U_{\text{krit}}} ist (es ist das passende {\displaystyle U} für das gewählte einseitige Testproblem zu betrachten); dies ist hier nicht der Fall.

#### Approximative kritische Werte
Für ein Signifikanzniveau von {\displaystyle \alpha =5\,\%} ergibt sich der kritische Wert als das 5%-Quantil der Standardnormalverteilung {\displaystyle N(0;1)} und der Nichtablehnungsbereich der Nullhypothese als {\displaystyle [-1{,}65;+\infty [}. Es ergibt sich jedoch {\displaystyle z={\tfrac {31-45{,}5}{\sqrt {159{,}25}}}\approx -1{,}15}, d. h., die Nullhypothese kann nicht abgelehnt werden.

## Tabelle der kritischen Werte der Mann-Whitney-U-Statistik
Die folgende Tabelle ist gültig für {\displaystyle \alpha =5\,\%} (zweiseitig) bzw. {\displaystyle \alpha =2{,}5\,\%} (einseitig) mit {\displaystyle n_{2}\leq n_{1}}. Der Eintrag „-“ bedeutet, dass die Nullhypothese in jedem Fall zu dem gegebenen Signifikanzniveau nicht abgelehnt werden kann. Z. B. ist:
{\displaystyle P(U\leq 55|H_{0},n_{1}=20,n_{2}=10)\leq 0{,}025} und
{\displaystyle P(U\leq 56|H_{0},n_{1}=20,n_{2}=10)>0{,}025,}
so dass 55 der geeignete kritische Wert für den einseitigen Test bei {\displaystyle \alpha =2{,}5\,\%} mit {\displaystyle n_{1}=20} und {\displaystyle n_{2}=10} ist.
|                       | {\displaystyle n_{1}} | {\displaystyle n_{1}} | {\displaystyle n_{1}} | {\displaystyle n_{1}} | {\displaystyle n_{1}} | {\displaystyle n_{1}} | {\displaystyle n_{1}} | {\displaystyle n_{1}} | {\displaystyle n_{1}} | {\displaystyle n_{1}} | {\displaystyle n_{1}} | {\displaystyle n_{1}} | {\displaystyle n_{1}} | {\displaystyle n_{1}} | {\displaystyle n_{1}} | {\displaystyle n_{1}} | {\displaystyle n_{1}} | {\displaystyle n_{1}} | {\displaystyle n_{1}} | {\displaystyle n_{1}} | {\displaystyle n_{1}} | {\displaystyle n_{1}} | {\displaystyle n_{1}} | {\displaystyle n_{1}} | {\displaystyle n_{1}} | {\displaystyle n_{1}} | {\displaystyle n_{1}} | {\displaystyle n_{1}} | {\displaystyle n_{1}} | {\displaystyle n_{1}} | {\displaystyle n_{1}} | {\displaystyle n_{1}} | {\displaystyle n_{1}} | {\displaystyle n_{1}} | {\displaystyle n_{1}} | {\displaystyle n_{1}} | {\displaystyle n_{1}} | {\displaystyle n_{1}} | {\displaystyle n_{1}} | {\displaystyle n_{1}} |
| {\displaystyle n_{2}} | 1                     | 2                     | 3                     | 4                     | 5                     | 6                     | 7                     | 8                     | 9                     | 10                    | 11                    | 12                    | 13                    | 14                    | 15                    | 16                    | 17                    | 18                    | 19                    | 20                    | 21                    | 22                    | 23                    | 24                    | 25                    | 26                    | 27                    | 28                    | 29                    | 30                    | 31                    | 32                    | 33                    | 34                    | 35                    | 36                    | 37                    | 38                    | 39                    | 40                    |
| --------------------- | --------------------- | --------------------- | --------------------- | --------------------- | --------------------- | --------------------- | --------------------- | --------------------- | --------------------- | --------------------- | --------------------- | --------------------- | --------------------- | --------------------- | --------------------- | --------------------- | --------------------- | --------------------- | --------------------- | --------------------- | --------------------- | --------------------- | --------------------- | --------------------- | --------------------- | --------------------- | --------------------- | --------------------- | --------------------- | --------------------- | --------------------- | --------------------- | --------------------- | --------------------- | --------------------- | --------------------- | --------------------- | --------------------- | --------------------- | --------------------- |
| 1                     | -                     | -                     | -                     | -                     | -                     | -                     | -                     | -                     | -                     | -                     | -                     | -                     | -                     | -                     | -                     | -                     | -                     | -                     | -                     | -                     | -                     | -                     | -                     | -                     | -                     | -                     | -                     | -                     | -                     | -                     | -                     | -                     | -                     | -                     | -                     | -                     | -                     | -                     | 0                     | 0                     |
| 2                     |                       | -                     | -                     | -                     | -                     | -                     | -                     | 0                     | 0                     | 0                     | 0                     | 1                     | 1                     | 1                     | 1                     | 1                     | 2                     | 2                     | 2                     | 2                     | 3                     | 3                     | 3                     | 3                     | 3                     | 4                     | 4                     | 4                     | 4                     | 5                     | 5                     | 5                     | 5                     | 5                     | 6                     | 6                     | 6                     | 6                     | 7                     | 7                     |
| 3                     |                       |                       | -                     | -                     | 0                     | 1                     | 1                     | 2                     | 2                     | 3                     | 3                     | 4                     | 4                     | 5                     | 5                     | 6                     | 6                     | 7                     | 7                     | 8                     | 8                     | 9                     | 9                     | 10                    | 10                    | 11                    | 11                    | 12                    | 13                    | 13                    | 14                    | 14                    | 15                    | 15                    | 16                    | 16                    | 17                    | 17                    | 18                    | 18                    |
| 4                     |                       |                       |                       | 0                     | 1                     | 2                     | 3                     | 4                     | 4                     | 5                     | 6                     | 7                     | 8                     | 9                     | 10                    | 11                    | 11                    | 12                    | 13                    | 14                    | 15                    | 16                    | 17                    | 17                    | 18                    | 19                    | 20                    | 21                    | 22                    | 23                    | 24                    | 24                    | 25                    | 26                    | 27                    | 28                    | 29                    | 30                    | 31                    | 31                    |
| 5                     |                       |                       |                       |                       | 2                     | 3                     | 5                     | 6                     | 7                     | 8                     | 9                     | 11                    | 12                    | 13                    | 14                    | 15                    | 17                    | 18                    | 19                    | 20                    | 22                    | 23                    | 24                    | 25                    | 27                    | 28                    | 29                    | 30                    | 32                    | 33                    | 34                    | 35                    | 37                    | 38                    | 39                    | 40                    | 41                    | 43                    | 44                    | 45                    |
| 6                     |                       |                       |                       |                       |                       | 5                     | 6                     | 8                     | 10                    | 11                    | 13                    | 14                    | 16                    | 17                    | 19                    | 21                    | 22                    | 24                    | 25                    | 27                    | 29                    | 30                    | 32                    | 33                    | 35                    | 37                    | 38                    | 40                    | 42                    | 43                    | 45                    | 46                    | 48                    | 50                    | 51                    | 53                    | 55                    | 56                    | 58                    | 59                    |
| 7                     |                       |                       |                       |                       |                       |                       | 8                     | 10                    | 12                    | 14                    | 16                    | 18                    | 20                    | 22                    | 24                    | 26                    | 28                    | 30                    | 32                    | 34                    | 36                    | 38                    | 40                    | 42                    | 44                    | 46                    | 48                    | 50                    | 52                    | 54                    | 56                    | 58                    | 60                    | 62                    | 64                    | 66                    | 68                    | 70                    | 72                    | 74                    |
| 8                     |                       |                       |                       |                       |                       |                       |                       | 13                    | 15                    | 17                    | 19                    | 22                    | 24                    | 26                    | 29                    | 31                    | 34                    | 36                    | 38                    | 41                    | 43                    | 45                    | 48                    | 50                    | 53                    | 55                    | 57                    | 60                    | 62                    | 65                    | 67                    | 69                    | 72                    | 74                    | 77                    | 79                    | 81                    | 84                    | 86                    | 89                    |
| 9                     |                       |                       |                       |                       |                       |                       |                       |                       | 17                    | 20                    | 23                    | 26                    | 28                    | 31                    | 34                    | 37                    | 39                    | 42                    | 45                    | 48                    | 50                    | 53                    | 56                    | 59                    | 62                    | 64                    | 67                    | 70                    | 73                    | 76                    | 78                    | 81                    | 84                    | 87                    | 89                    | 92                    | 95                    | 98                    | 101                   | 103                   |
| 10                    |                       |                       |                       |                       |                       |                       |                       |                       |                       | 23                    | 26                    | 29                    | 33                    | 36                    | 39                    | 42                    | 45                    | 48                    | 52                    | 55                    | 58                    | 61                    | 64                    | 67                    | 71                    | 74                    | 77                    | 80                    | 83                    | 87                    | 90                    | 93                    | 96                    | 99                    | 103                   | 106                   | 109                   | 112                   | 115                   | 119                   |
| 11                    |                       |                       |                       |                       |                       |                       |                       |                       |                       |                       | 30                    | 33                    | 37                    | 40                    | 44                    | 47                    | 51                    | 55                    | 58                    | 62                    | 65                    | 69                    | 73                    | 76                    | 80                    | 83                    | 87                    | 90                    | 94                    | 98                    | 101                   | 105                   | 108                   | 112                   | 116                   | 119                   | 123                   | 127                   | 130                   | 134                   |
| 12                    |                       |                       |                       |                       |                       |                       |                       |                       |                       |                       |                       | 37                    | 41                    | 45                    | 49                    | 53                    | 57                    | 61                    | 65                    | 69                    | 73                    | 77                    | 81                    | 85                    | 89                    | 93                    | 97                    | 101                   | 105                   | 109                   | 113                   | 117                   | 121                   | 125                   | 129                   | 133                   | 137                   | 141                   | 145                   | 149                   |
| 13                    |                       |                       |                       |                       |                       |                       |                       |                       |                       |                       |                       |                       | 45                    | 50                    | 54                    | 59                    | 63                    | 67                    | 72                    | 76                    | 80                    | 85                    | 89                    | 94                    | 98                    | 102                   | 107                   | 111                   | 116                   | 120                   | 125                   | 129                   | 133                   | 138                   | 142                   | 147                   | 151                   | 156                   | 160                   | 165                   |
| 14                    |                       |                       |                       |                       |                       |                       |                       |                       |                       |                       |                       |                       |                       | 55                    | 59                    | 64                    | 69                    | 74                    | 78                    | 83                    | 88                    | 93                    | 98                    | 102                   | 107                   | 112                   | 117                   | 122                   | 127                   | 131                   | 136                   | 141                   | 146                   | 151                   | 156                   | 161                   | 165                   | 170                   | 175                   | 180                   |
| 15                    |                       |                       |                       |                       |                       |                       |                       |                       |                       |                       |                       |                       |                       |                       | 64                    | 70                    | 75                    | 80                    | 85                    | 90                    | 96                    | 101                   | 106                   | 111                   | 117                   | 122                   | 127                   | 132                   | 138                   | 143                   | 148                   | 153                   | 159                   | 164                   | 169                   | 174                   | 180                   | 185                   | 190                   | 196                   |
| 16                    |                       |                       |                       |                       |                       |                       |                       |                       |                       |                       |                       |                       |                       |                       |                       | 75                    | 81                    | 86                    | 92                    | 98                    | 103                   | 109                   | 115                   | 120                   | 126                   | 132                   | 137                   | 143                   | 149                   | 154                   | 160                   | 166                   | 171                   | 177                   | 183                   | 188                   | 194                   | 200                   | 206                   | 211                   |
| 17                    |                       |                       |                       |                       |                       |                       |                       |                       |                       |                       |                       |                       |                       |                       |                       |                       | 87                    | 93                    | 99                    | 105                   | 111                   | 117                   | 123                   | 129                   | 135                   | 141                   | 147                   | 154                   | 160                   | 166                   | 172                   | 178                   | 184                   | 190                   | 196                   | 202                   | 209                   | 215                   | 221                   | 227                   |
| 18                    |                       |                       |                       |                       |                       |                       |                       |                       |                       |                       |                       |                       |                       |                       |                       |                       |                       | 99                    | 106                   | 112                   | 119                   | 125                   | 132                   | 138                   | 145                   | 151                   | 158                   | 164                   | 171                   | 177                   | 184                   | 190                   | 197                   | 203                   | 210                   | 216                   | 223                   | 230                   | 236                   | 243                   |
| 19                    |                       |                       |                       |                       |                       |                       |                       |                       |                       |                       |                       |                       |                       |                       |                       |                       |                       |                       | 113                   | 119                   | 126                   | 133                   | 140                   | 147                   | 154                   | 161                   | 168                   | 175                   | 182                   | 189                   | 196                   | 203                   | 210                   | 217                   | 224                   | 231                   | 238                   | 245                   | 252                   | 258                   |
| 20                    |                       |                       |                       |                       |                       |                       |                       |                       |                       |                       |                       |                       |                       |                       |                       |                       |                       |                       |                       | 127                   | 134                   | 141                   | 149                   | 156                   | 163                   | 171                   | 178                   | 186                   | 193                   | 200                   | 208                   | 215                   | 222                   | 230                   | 237                   | 245                   | 252                   | 259                   | 267                   | 274                   |

## Implementierung
In vielen Softwarepaketen ist der Mann-Whitney-Wilcoxon-Test (der Hypothese der gleichen Verteilungen gegenüber geeigneten Alternativen) schlecht dokumentiert. Einige Pakete behandeln Bindungen falsch oder dokumentieren asymptotische Techniken nicht (z. B. Korrektur für Kontinuität). Bei einer Überprüfung im Jahr 2000 wurden einige der folgenden Pakete diskutiert:
- MATLAB hat in seinem Statistics Toolbox eine Rangsummentest (ranksum) ranksum Funktion.
- R implementiert den Test in seinem „stats“ wilcox.test Paket.
- SAS implementiert den Test in seinem PROC NPAR1WAY Verfahren.
- Python (Programmiersprache) hat eine Implementierung dieses Tests über SciPy[11]
- SigmaStat (SPSS Inc., Chicago, IL)
- SYSTAT (SPSS Inc., Chicago, IL)
- Java implementiert den Test über Apache Commons[12]
- JMP (SAS Institute Inc., Cary, NC)
- S-Plus (Mathsoft, Inc., Seattle, WA)
- STATISTICA (StatSoft, Inc., Tulsa, OK)
- UNISTAT (Unistat Ltd, London)
- SPSS (SPSS Inc, Chicago)
- StatsDirect (StatsDirect Ltd, Manchester, UK) implementiert den test über Analysis_Nonparametric_Mann-Whitney.
- Stata (Stata Corporation, College Station, TX) implementiert den Test in seinem  ranksum Kommando.
- StatXact (Cytel Software Corporation, Cambridge, Massachusetts).
- PSPP implementiert den Test in seiner WILCOXON Funktion.

## Alternativen
Falls die Annahme der Gleichheit der Populationsverteilungen unter der Nullhypothese nicht realistisch ist, sollte der Wilcoxon-Mann-Whitney Test nicht benutzt werden. In diesem Fall kann die Wahrscheinlichkeit für einen Fehler 1. Art selbst in sehr großen Stichproben stark erhöht sein. Dieses Problem wurde durch die Entwicklung alternativer Tests behoben. Zwei Beispiele sind der Brunner-Munzel und der Fligner-Policello-Test. Beide Tests sind approximativ exakte und konsistente Tests für {\displaystyle H_{0}:P(X>Y)=P(X<Y)}  vs  {\displaystyle H_{1}:P(X>Y)\neq P(X<Y)}, das heißt, sie testen die gleiche Hypothese wie der Wilcoxon-Mann-Whitney-Test, aber benötigen nicht die Annahme der Gleichheit der Verteilungen unter der Nullhypothese. Daher wird empfohlen den Brunner-Munzel Test anzuwenden, wenn die Annahme der Gleichheit der Populationsverteilungen unter der Nullhypothese nicht gemacht werden kann.